# سلفادور بينا مارتين
سلفادور بينا مارتين ولد في غرناطة عام 1958، وهو مدرس ومترجم إسباني.

## مسار
هو أستاذ اللغة العربية والترجمة في جامعة ملقة، كما شغل مناصب تدريسية في جامعات بغداد وليدز وغرينادا وتطوان وكاستيل لامانشا، وذلك من بين وقت لآخر.
بالنسبة لمجموعات مدرسة طليطلة للمترجمين، ترجم سلفادور من العربية إلى الإسبانية أعمال المصري مسعد بسطة واللبناني رشيد الضعيف والمغربي عبد المجيد بنجلون والسوريين سليم بركات وأبو العلا الماري.
في عام 2017 حصل على الجائزة الوطنية للترجمة الإسبانية عن النسخة الإسبانية من كتاب ألف ليلة وليلة، وهي ترجمة حصلت أيضًا على جائزة الشيخ حماد للترجمة القطرية عام 2016، وجائزة الترجمة الإسبانية من جمعية الدراسات العربية عام 2017.